# In Torment in Hell
Albums de Deicide
Insineratehymn
(2000) The Best of Deicide
(2003)
In Torment in Hell est le sixième album studio du groupe de death metal américain Deicide, sorti le 25 septembre 2001 sous le label Roadrunner Records.
L'album devait d'abord sortir le 31 juillet, mais le disque n'était pas terminé, même si les titres étaient déjà enregistrés.
Sur la droite de la pochette de l'album, on peut apercevoir le symbole qui était déjà sur l'album Insineratehymn.
Les titres de cet album sont rarement joués en live.

## Musiciens
- Glen Benton - Chant, Basse
- Brian Hoffman - Guitare
- Eric Hoffman - Guitare
- Steve Asheim - Batterie

## Liste des morceaux
| 1.    | In Torment in Hell            | 4:02 |
| 2.    | Christ Don't Care             | 2:51 |
| 3.    | Vengeance Will Be Mine        | 4:24 |
| 4.    | Imminent Doom                 | 3:41 |
| 5.    | Child of God                  | 3:35 |
| 6.    | Let It Be Done                | 3:34 |
| 7.    | Worry in the House of Thieves | 4:16 |
| 8.    | Lurking Among Us              | 4:36 |
| 30:59 |                               |      |